# Falltjärnen (Nordmarks socken, Värmland)
Falltjärnen är en sjö i Filipstads kommun i Värmland och ingår i Göta älvs huvudavrinningsområde.